# برادلي هاثاواي
برادلي هاثاواي (بالإنجليزية: Bradley Hathaway)‏ هو شاعر أمريكي، ولد في 13 فبراير 1982 في فورت سميث في الولايات المتحدة.